# Ипноповые
Ипноповые (лат. Ipnopidae) — семейство морских лучепёрых рыб отряда аулопообразных (Aulopiformes).
Длиннотелые стройные глубоководные рыбы с приплюснутой головой, уплощенным брюшком, большим ртом с выступающей нижней челюстью и широкими жаберными щелями с длинными жаберными тычинками. Спинной плавник имеет короткое основание и расположен перед анальным плавником. Некоторые виды могут стоять на морском дне на длинных  ходулообразных лучах брюшных и хвостового плавниковх. Название семейства происходит от ipnos, по-гречески «печь». Глаза мелкие или большие (Bathysauropsis), или пластинчатые и без хрусталиков (Ipmops). У взрослых отсутствует pseudobranchia. Кончик верхнечелюстной кости выступает за орбиту глаза. Пилорические придатки отсутствуют. В спинном плавнике 8-16 лучей, а в анальном 7-19. В грудном плавнике лучей 9-24. Позвонков 44-80. 18 видов Bathypterois имеют удлиненные лучи в грудных, брюшных и хвостовых плавниках. Обитают в Атлантическом, Индийском и Тихом океанах.

## Роды
По данным World Register of Marine Species, на апрель 2025 года в состав семейства включают 6 родов:
- Bathymicrops Hjort & Koefoed, 1912
- Bathypterois Günther, 1878
- Bathysauropsis Regan, 1911
- Bathytyphlops Nybelin, 1957
- Discoverichthys Merrett & Nielsen, 1987
- Ipnops Günther, 1878